# Buphthalmum inuloides
Buphthalmum inuloides là một loài thực vật có hoa trong họ Cúc. Loài này được Moris mô tả khoa học đầu tiên năm 1828.